# روبرت نيكولاس يونغ
روبرت نيكولاس يونغ (بالإنجليزية: Robert Nicholas Young)‏ هو عسكري أمريكي، ولد في 14 يناير 1900 في واشنطن العاصمة في الولايات المتحدة، وتوفي في 19 أكتوبر 1964 في آشفيل في الولايات المتحدة.